# Deuxième circonscription d'Abbeville (IIIe République)
La première circonscription d'Abbeville était, sous la Troisième République, une circonscription législative française de la Somme.

## Description géographique et démographique

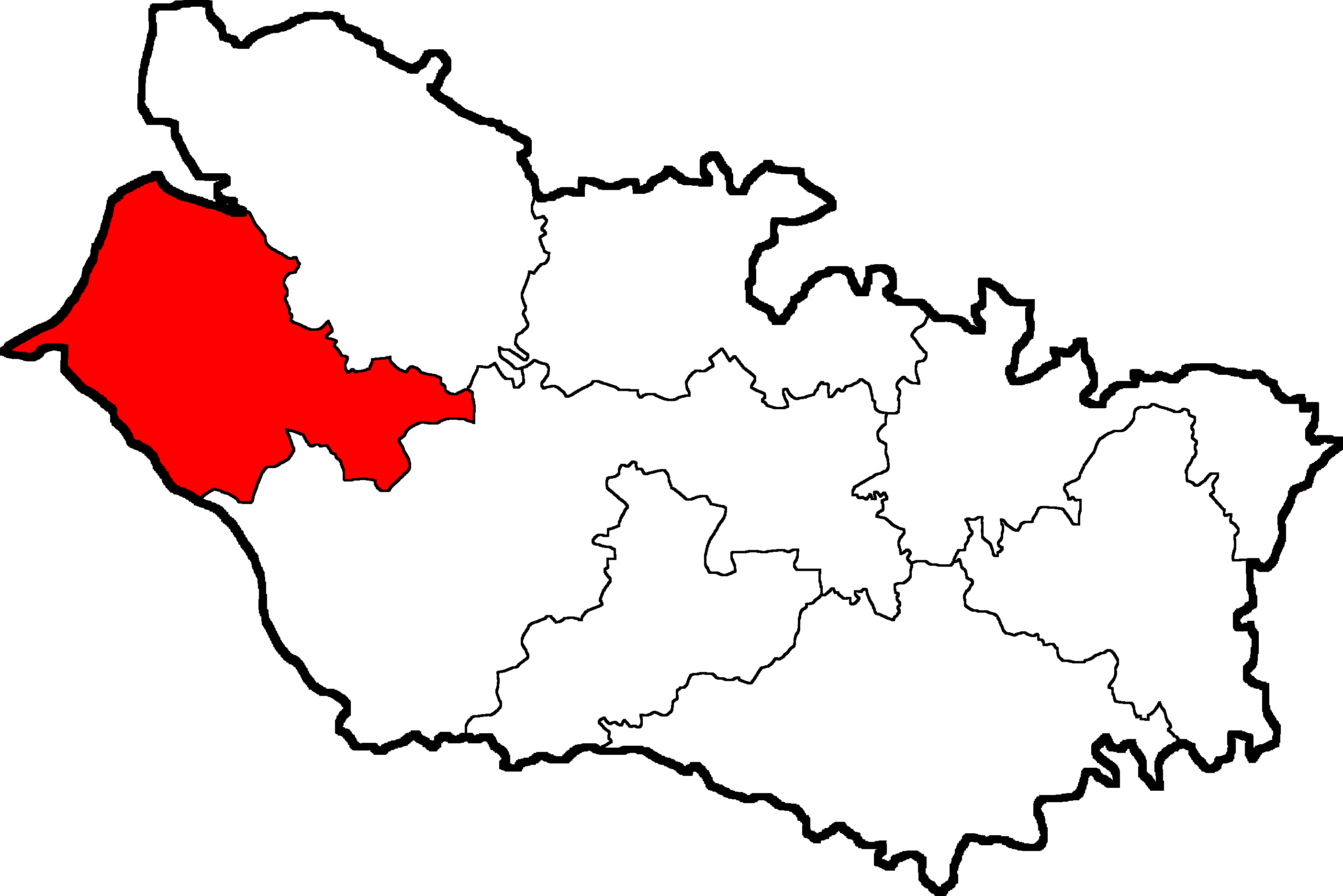
Circonscription en 1876.

Elle fut créée avec loi organique du 30 novembre 1875 pour l'élection législative de 1876 et sera active de 1876 à 1885, puis de 1889 à 1919 et enfin de 1928 à 1940. 
Elle est délimitée par les cantons sud de l'arrondissement d'Abbeville dits du Vimeu :
- Canton d'Ault
- Canton de Gamaches
- Canton d'Hallencourt
- Canton de Moyenneville
- Canton de Saint-Valery-sur-Somme

Avec la fin de la Troisième République et les pleins pouvoirs confiés au maréchal Philippe Pétain, les circonscriptions législatives sont supprimées, le 10 juillet 1940.

## Historique des députations

### 1876 - 1885
| Législature      | Début           | Fin              | Député                       | Parti / Idéologie | Parti / Idéologie | Observation                                                                                   |
| ---------------- | --------------- | ---------------- | ---------------------------- | ----------------- | ----------------- | --------------------------------------------------------------------------------------------- |
| Ire législature  | 8 mars 1876     | 25 juin 1877     | Gaston de Douville-Maillefeu |                   | Radical           | Mandat écourté à la suite d'une dissolution parlementaire décidée par le président Mac Mahon. |
| IIe législature  | 7 novembre 1877 | 1er janvier 1878 | Louis Briet de Rainvilliers  |                   | Légitimiste       |                                                                                               |
| IIe législature  | 3 mars 1878     | 9 novembre 1885  | Gaston de Douville-Maillefeu |                   | Radical           | Élu à la suite d'une élection partielle le 3 mars 1878                                        |
| IIIe législature | 28 octobre 1881 | 9 novembre 1885  | Gaston de Douville-Maillefeu |                   | Radical           |                                                                                               |

Les députés de la IVe législature (1885-1889) ont été élus au scrutin de liste majoritaire départementales. 

### 1889 - 1919
| Législature       | Début            | Fin             | Député                       | Parti / Idéologie | Parti / Idéologie          | Observation                                          |
| ----------------- | ---------------- | --------------- | ---------------------------- | ----------------- | -------------------------- | ---------------------------------------------------- |
| Ve législature    | 12 novembre 1889 | 14 octobre 1893 | Gaston de Douville-Maillefeu |                   | Radical                    |                                                      |
| VIe législature   | 15 octobre 1893  | 29 janvier 1895 | Gaston de Douville-Maillefeu |                   | Républicain                | Décédé en cours de mandat                            |
| VIe législature   | 17 mars 1895     | 31 mai 1898     | Ernest Gellé                 |                   | Républicains progressistes | Élu lors d'une élection partielle le 17 mars 1895    |
| VIIe législature  | 1er juin 1898    | 31 mai 1902     | Ernest Gellé                 |                   | Modérés                    |                                                      |
| VIIIe législature | 1er juin 1902    | 31 mai 1906     | Ernest Gellé                 |                   | Modérés puis FR            |                                                      |
| IXe législature   | 1er juin 1906    | 23 mai 1909     | Ernest Gellé                 |                   | Fédération républicaine    | Décédé en cours de mandat                            |
| IXe législature   | 18 juillet 1909  | 31 mai 1910     | Henri des Lyons de Feuchin   |                   | Fédération républicaine    | Élu lors d'une élection partielle le 18 juillet 1909 |
| Xe législature    | 1er juin 1910    | 31 mai 1914     | Henri des Lyons de Feuchin   |                   | Fédération républicaine    |                                                      |
| XIe législature   | 1er juin 1914    | 7 décembre 1919 | Marius Delahaye              |                   | Parti radical              |                                                      |

Les députés des XIIe (1919-1924) et XIIIe législature (1924-1928) ont été élus au scrutin à système mixte majoritaire-proportionnel dans le cadre du département, adopté par la loi du 12 juillet 1919.

### 1928 - 1940
| Législature      | Début         | Fin            | Député                     | Parti | Parti                   | Observation |
| ---------------- | ------------- | -------------- | -------------------------- | ----- | ----------------------- | ----------- |
| XIVe législature | 1er juin 1928 | 31 mai 1932    | Henri des Lyons de Feuchin |       | Fédération républicaine |             |
| XVe législature  | 1er juin 1932 | 31 mai 1936    | Maurice Delabie            |       | Parti radical           |             |
| XVIe législature | 1er juin 1936 | 9 juillet 1940 | Maurice Delabie            |       | Parti radical           |             |

## Historique des élections
Voici la liste des résultats des élections législatives dans la circonscription de 1876 à 1936 : 